# Helina biseta
Helina biseta är en tvåvingeart som först beskrevs av Stein 1904.  Helina biseta ingår i släktet Helina och familjen husflugor.
Artens utbredningsområde är Peru. Inga underarter finns listade i Catalogue of Life.